# VMware
VMware is een Amerikaans softwarebedrijf dat diverse producten uitbrengt die virtualisatie mogelijk maken. Het hoofdkantoor bevindt zich in Palo Alto (Californië), in Silicon Valley. Het bedrijf werd in 2004 overgenomen door EMC Corporation, dat op zijn beurt werd overgenomen door Dell Technologies. In 2021 werd VMware verzelfstandigd, en in november 2024 kwam het in handen van Broadcom Inc..

## Activiteiten
VMware heeft drie productlijnen:
- vPlatform, waar ACE, Fusion, Workstation, Server en ESX onderdeel van uitmaken. Deze producten virtualiseren de IT-infrastructuur.
- vManage, waar vCenter onderdeel van uitmaakt. vCenter wordt gebruikt voor het beheer van de virtuele infrastructuur.
- vTools, waar Converter onderdeel van uitmaakt. Converter maakt het mogelijk bestaande servers te virtualiseren.

### Virtualisatie
VMware was de eerste fabrikant die virtualisatie op het Intel-platform mogelijk maakte. Door middel van virtualisatie kunnen meerdere virtuele machines (VMs) op eenzelfde fysieke machine draaien. Meerdere op de X86-instructieset gebaseerde besturingssystemen kunnen tegelijk naast elkaar draaien; bijvoorbeeld Windows 2003 Server naast Red Hat Linux en een Windows XP-machine.
Deze benadering biedt een aantal voordelen:
- Doordat virtuele machines slechts uit bestanden bestaan, zijn de virtuele machines eenvoudig te verplaatsen. Ook is het makkelijker om een virtuele machine volledig te back-uppen.
- Virtuele machines werken als normale servers; het besturingssysteem op een virtuele machine draait op dezelfde manier als dat op een fysieke machine.
- Virtuele machines zijn onafhankelijk van fysieke hardwareveranderingen. Wijzigingen in de fysieke server hebben dus geen aanpassingen tot gevolg in de virtuele machine.
- Testers kunnen software en andere zaken op verschillende besturingssystemen testen, terwijl ze toch maar één machine nodig hebben.
- De schaalbaarheid van heel wat applicaties kent lagere grenzen dan wat gangbare computerhardware kan bieden. Zo kunnen weinig programma's efficiënt van 8, 16 of meer parallelle processorkernen gebruikmaken. Met virtualisatie kunnen meerdere instanties onafhankelijk, in kleinere omgevingen, naast elkaar gedraaid worden. Dat kan een hogere totale verwerkingssnelheid opleveren.

Uiteraard zijn er ook nadelen. Zo moet zowel de host-computer als de draaiende virtuele machine flink inleveren op prestatiegebied. Het geheugen en de processor worden tussen alle gast-systemen op dezelfde host-computer gedeeld. De prestaties liggen dan ook lager dan wanneer het besturingssysteem op een fysieke computer draait.
De prestatie-impact ten opzichte van fysieke hardware is afhankelijk van het gekozen platform. Zo heeft ESX een erg kleine overhead, en hebben VMware Server en VMware Workstation een veel grotere.

### Workstation, Server en vSphere
De producten Workstation, VMware Server en vSphere maken het mogelijk virtuele machines aan te maken en te draaien. Workstation is bedoeld als "productivitytool", terwijl VMware Server en vSphere voor serverconsolidatie bedoeld zijn. Dit houdt in dat meerdere fysieke servers gevirtualiseerd worden en dus op een fysieke VMware Server/ESX-server gaan draaien.
VMware Server draait binnen een zogenaamde 'hosted' omgeving, wat wil zeggen dat VMware Server binnen Windows of Linux wordt geïnstalleerd. vSphere daarentegen heeft een eigen kernel (de VMkernel), en dus een eigen besturingssysteem. Hierdoor heeft vSphere volledige controle over de hardware, wat voordelen biedt op het gebied van tuning en prestaties.
Het vSphere product bevat de ESX of de ESXi hypervisor. Bij ESX gebeurt het beheer via een kleine ingebouwde Linux-installatie, bij ESXi via rechtstreeks contact met de VMkernel. Verdere functionaliteit is identiek bij beide versies.
Zowel VMware Server als ESXi zijn te gebruiken met een gratis licentie. Beide versies zijn te downloaden vanaf de website van VMware.

### vCenter en vMotion
vCenter maakt het mogelijk de virtuele infrastructuur te beheren. Met vCenter kunnen meerdere ESX servers niet enkel beheerd worden, maar kunnen ze ook samenwerken. Een bekend voorbeeld daarvan is vMotion: dit is een techniek om een virtuele machine van de ene fysieke server naar een andere fysieke server te verplaatsen, zonder dat deze virtuele machine uitgeschakeld hoeft te worden.

## Eigenaren
Vanaf januari 2004 was EMC volledig eigenaar van VMware. Op 13 augustus 2007 ging VMware naar de beurs tegen een introductieprijs van $29 per aandeel. De koers steeg direct naar US$ 51 waarmee VMware op dat moment het op vier na grootste softwarebedrijf ter wereld werd. EMC heeft nog bijna 70% van de aandelen VMware in handen.
In oktober 2015 deed Dell een overnamebod op EMC, waarbij Dell geen plannen had voor een bod op de aandelen VMware die op de beurs genoteerd staan. Op 15 april 2021 maakte Dell het belang in VMware af te splitsen, al zouden de bedrijven voor minstens vijf jaar blijven samenwerken zoals ze dat al deden. Op 1 november 2021 was de afsplitsing afgerond. Dell aandeelhouders  kregen naar rato van hun bezit in Dell, een even groot belang in VMware. Na de transactie had Michael Dell een belang van 41% in VMware. 
Op 22 november 2023 heeft Broadcom de overname van VMware afgerond. De overname heeft het bedrijf US$ 69 miljard gekost en VMware gaat verder als een apart bedrijfsonderdeel binnen Broadcom. The transactie was in maart 2022 al bekend gemaakt, maar het duurde lange tijd voordat de Chinese toezichthouders toestemming gaven.

## Concurrenten
Alhoewel VMware als eerste op de markt kwam met virtualisatiesoftware voor het Intel-platform, zijn er ook andere producten op de markt verschenen.
- Microsoft met de producten Virtual PC, Virtual Server en Hyper-V
- Citrix met XenServer (Xen-platform)
- Red Hat met Virtualization (RHEV, gebaseerd op de KVM-hypervisor)
- Oracle (voorheen Sun) met VirtualBox
- Parallels met Desktop, Server en Workstation